# Bobowa (stacja kolejowa)
Bobowa – stacja kolejowa w Bobowej, w województwie małopolskim, w powiecie gorlickim, w Polsce.

## Ruch pasażerski
| Rok  | Wymiana pasażerska na dobę |
| ---- | -------------------------- |
| 2017 | 20-49                      |
| 2022 | 20-49                      |

Przy wyjeździe ze stacji w stronę przystanku Bobowa Miasto (w stronę Nowego Sącza), znajduje się tunel oddany do użytku w 2006 na miejscu starego wiaduktu. Przebiega on pod drogą wojewódzką nr 981.